# Bøkfjorden
69°50′54″N 30°6′47″Ø / 69.84833°N 30.11306°Ø
Bøkfjorden (nordsamisk: Báhčaveaivuotna) er en fjord i Sør-Varanger kommune, i Troms og Finnmark fylke i det nordøstligste Norge. 
Fjorden strækker sig fra Varangerfjorden og sydover til Pasvikelvens udløb ved Elvenes som er Norges smalleste punkt. Yderst i fjorden ligger Bøkfjord fyr.
Bøkfjorden er en national laksefjord, men vildlaksen og resten af livet i farvandet er nu truet af et mineeselskab vil udlede enorme mængder af miljøgiften lilaflot i fjorden. 